# Nelegești
Nelegești – wieś w Rumunii, w okręgu Alba, w gminie Sohodol. W 2011 roku liczyła 21 mieszkańców.